# Лейк (округ, Огайо)
Округ Лейк (англ. Lake County) располагается в штате Огайо, США. Официально образован 6 марта 1840 года. По состоянию на 2010 год, численность населения составляла 230 041 человека.

## География
По данным Бюро переписи США, общая площадь округа равняется 2 536,131 км2, из которых 589,200 км2 суша и 751,700 км2 или 76,770 % это водоёмы.

## Население
По данным переписи населения 2000 года в округе проживает 227 511 жителей в составе 89 700 домашних хозяйств и 62 520 семей. Плотность населения составляет 385,00 человек на км2. На территории округа насчитывается 93 487 жилых строений, при плотности застройки около 158,00-ми строений на км2. Расовый состав населения: белые — 95,40 %, афроамериканцы — 1,99 %, коренные американцы (индейцы) — 0,11 %, азиаты — 0,90 %, гавайцы — 0,02 %, представители других рас — 0,66 %, представители двух или более рас — 0,92 %. Испаноязычные составляли 1,70 % населения независимо от расы.
В составе 31,10 % из общего числа домашних хозяйств проживают дети в возрасте до 18 лет, 56,10 % домашних хозяйств представляют собой супружеские пары проживающие вместе, 10,00 % домашних хозяйств представляют собой одиноких женщин без супруга, 30,30 % домашних хозяйств не имеют отношения к семьям, 25,60 % домашних хозяйств состоят из одного человека, 9,80 % домашних хозяйств состоят из престарелых (65 лет и старше), проживающих в одиночестве. Средний размер домашнего хозяйства составляет 2,50 человека, и средний размер семьи 3,03 человека.
Возрастной состав округа: 24,20 % моложе 18 лет, 7,30 % от 18 до 24, 29,70 % от 25 до 44, 24,70 % от 45 до 64 и 24,70 % от 65 и старше. Средний возраст жителя округа 39 лет. На каждые 100 женщин приходится 94,50 мужчин. На каждые 100 женщин старше 18 лет приходится 91,50 мужчин.
Средний доход на домохозяйство в округе составлял 48 763 USD, на семью — 57 134 USD. Среднестатистический заработок мужчины был 40 916 USD против 28 434 USD для женщины. Доход на душу населения составлял 23 160 USD. Около 3,50 % семей и 5,10 % общего населения находились ниже черты бедности, в том числе — 6,50 % молодежи (тех, кому ещё не исполнилось 18 лет) и 5,40 % тех, кому было уже больше 65 лет.